# Baltakis
Baltakis ist ein litauischer männlicher Familienname, abgeleitet von balta (weiß).

## Weibliche Formen
- Baltakytė (ledig)
- Baltakienė (verheiratet)

## Namensträger
- Algimantas Baltakis (1930–2022), Dichter, Literaturkritiker, Redakteur und Übersetzer
- Kęstutis Baltakis (* 1957),  Badmintonspieler
- Paulius Antanas Baltakis (1925–2019), Ordensgeistlicher, Auslandsbischof der Litauer